# Brasiliense FC
Brasiliense Futebol Clube de Taguatinga, meist nur kurz Brasiliense genannt, ist ein  Fußballverein aus Taguatinga, im brasilianischen Bundesdistrikt. Die Vereinsfarben sind gelb und grün und lehnen sich an die brasilianischen Nationalfarben an. Das Team wurde am 1. August 2000 von dem Geschäftsmann Luiz Estevão gegründet, der den Atlântida FC aufkaufte und ihn in Brasiliense Futebol Clube umbenannte. Seither hat sich Brasiliense als der führende Verein des Bundesdistriktes etabliert und gewann zwischen 2005 und 2009 sechs Distriktmeisterschaften in Serie.

## Geschichte
Bereits 2002 wurde der Club Erster in der Série C, was den Aufstieg in die 2. Liga, die Série B ermöglichte. Im selben Jahr drang Brasiliense auch in die Finalspiele des Pokals von Brasilien vor, unterlag dort aber dem SC Corinthians Paulista denkbar knapp mit 1:2 und 1:1.
Bereits 2004 schaffte der Verein sogar den Sprung in die höchste brasilianische Spielklasse, die Série A. Im gleichen Jahr gewann Brasiliense auch erstmals die Distriktmeisterschaft, nachdem im vorangegangenen Jahr schon das Finale erreicht werden konnte. Brasiliense hat den Titel zwischen 2004 und 2009 sechsmal ununterbrochen gewonnen und holte sich den Titel erneut 2011, 2013 und 2017.
Allerdings verlief die Saison 2005 in der Série A nicht ganz so erfolgreich und Brasiliense stieg als Tabellenletzter einstweilen wieder in die Série B ab. In der Saison 2010 stieg der Klub dann in die Série C ab.

## Erfolge
- Distriktmeisterschaft von Brasília: (11×) 2004, 2005, 2006, 2007, 2008, 2009, 2011, 2013, 2017, 2021, 2022
- Pokal von Brasilien: Finalist 2002
- Série B: Sieger 2004
- Série C: Sieger 2002
- Copa Verde: 2020